# Ministerio del Poder Popular para Relaciones Exteriores
El Ministerio del Poder Popular para Relaciones Exteriores (MPPRE) es uno de los organismos que conforman el gabinete ejecutivo del gobierno venezolano. Entre sus funciones principales están la de promover, organizar y planificar políticas en el exterior de Venezuela.
El ministerio es un ente dependiente directamente de las órdenes del presidente de Venezuela. Su sede oficial y protocolar está ubicada en la Casa Amarilla, frente a la Plaza Bolívar; mientras que su sede administrativa esta en la Avenida Urdaneta, Torre MRE. Ambas en la ciudad de Caracas.

## Estructura
El Ministerio cuenta con ocho despachos de viceministros (as), organizándose de la siguiente manera:
- Viceministerio para África
- Viceministerio para América Latina
- Viceministerio para el Caribe
- Viceministerio para Asia, Medio Oriente y Oceanía
- Viceministerio para Europa y América del Norte
- Viceministerio para Comunicación Internacional
- Viceministerio para Temas Multilaterales
- Viceministerio de Atención Integral para la Migración Venezolana

### Órganos y entes adscritos
- Misiones Diplomáticas
- Comisión Nacional para Refugiados
- Instituto de Altos Estudios Diplomáticos "Pedro Gual"

## Enláces externos
- Derechos Venezolanos de la Soberanía en el Esequibo
- Instituto de Altos Estudios Diplomáticos Pedro Gual

- Datos: Q16607763